# Solparken
Solparken är en mindre park vid Råsundavägen i centrala Råsunda i Solna strax norr om Stockholm. Parken omges av stora hyresfastigheter från början av 1900-talet av stort kulturhistoriskt värde. Parken var en del av den nya stadsdel som började uppföras kring 1910. En ombyggnad av parken skedde 2005 när ett nytt öppet vattensystem anlades, syfte är att fördröja och rena dagvattnet från Råsundavägen innan det rinner vidare ned mot Råstasjön. Vattensystemet har formen av en stensatt bäck som rinner ned till en damm. Ombyggnationen anpassades till den gamla parken, som domineras av höga granar som idag har växt sig högre än de omkringliggande bostadshusen.
Gång- och cykeltunneln under Råsundavägen från Erik Sandbergs gata till Solparken är med i en scen i filmen Beck - Den svaga länken. Scenen är bara inspelad i tunneln, men man kan i filmen se en del av parken innan det helt plötsligt är filmat i en helt annan park.

## Bilder
Solparken hösten 2009.

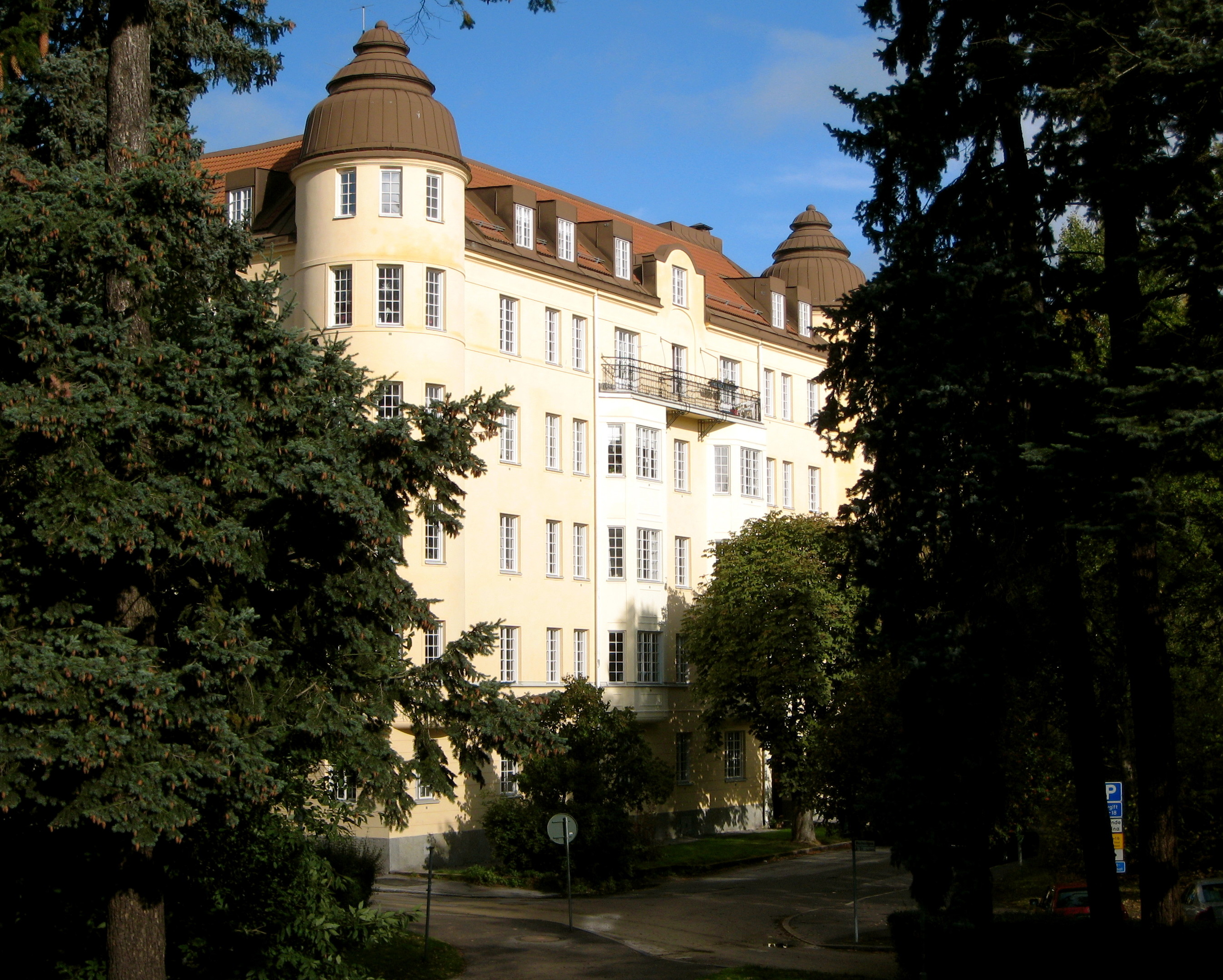
Vy mot kvarteret Slottet.
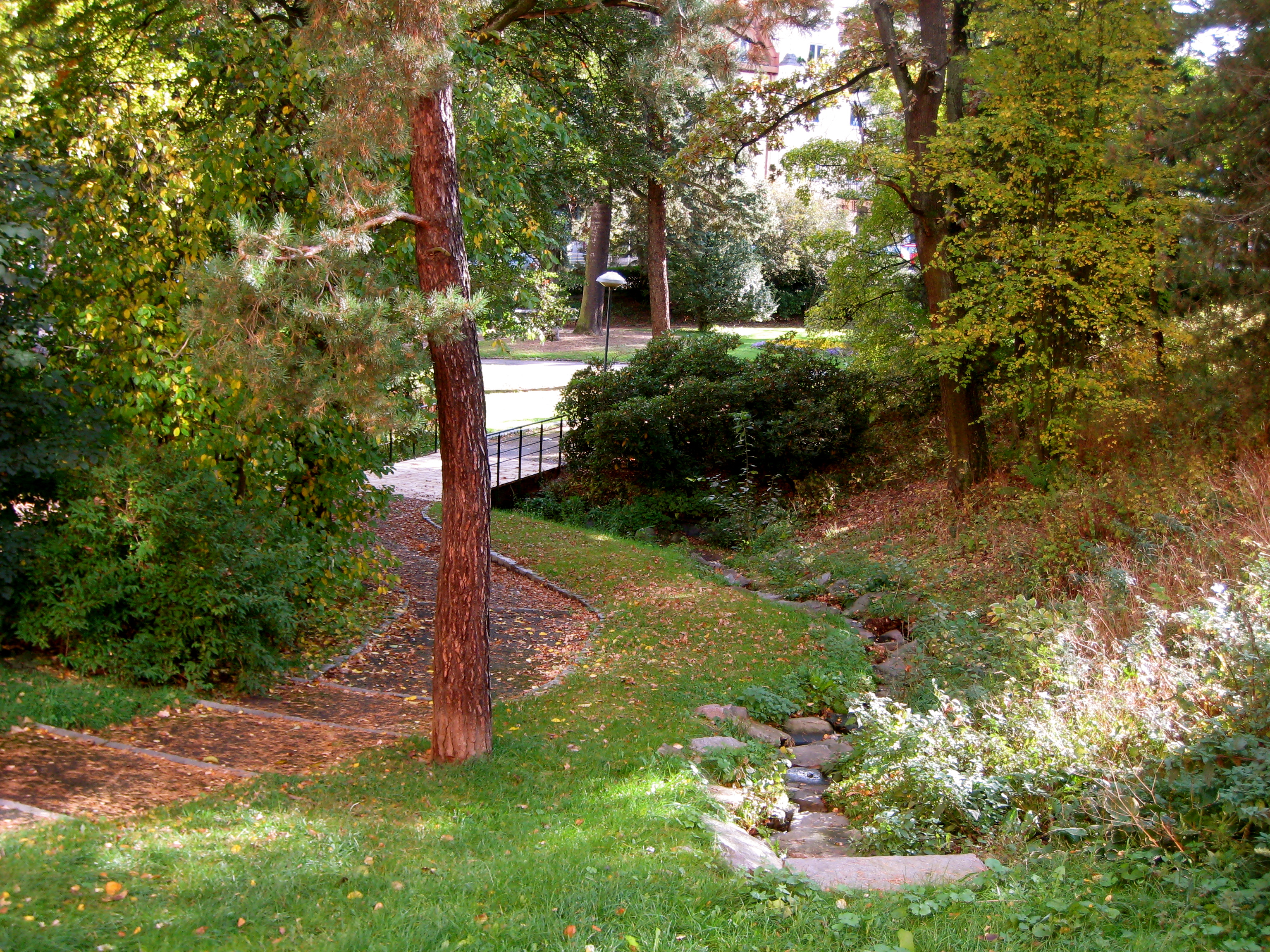
Parti av parken med den nya bäcken.
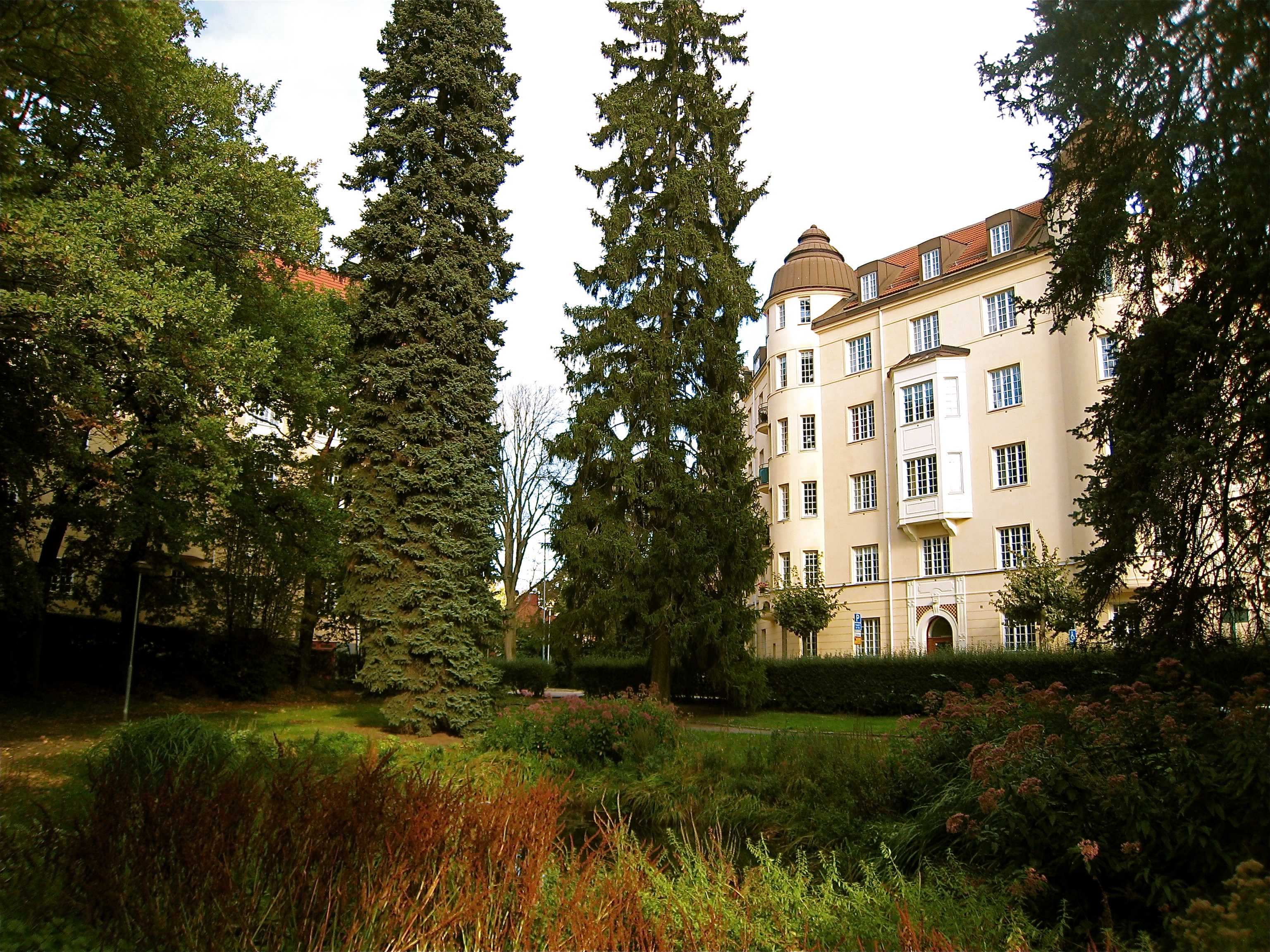
Den nya dammen